# ابوعبدالله مغربی
ابوعبدالله مغربی معروف به شیخ مغربی از علمای اهل سنت و بزرگان تصوف در قرن سوم هجری بود.ابراهیم خواص و ابراهیم‌بن‌شیبان کرمانشاهی از شاگردان او بودند.